# SLPX 17800
Az alábbi lista tartalmazza az SLPX-SLPXL 17800-as katalógusszám szerinti magyarországi hanglemez megjelenéseket. Ez a lista az 1983 és 1985 között megjelent hanglemezeket tartalmazza.
| Katalógusszám | Év   | Formátum | Label   | Előadó                               | Cím                                  |
| ------------- | ---- | -------- | ------- | ------------------------------------ | ------------------------------------ |
| SLPX 17817    | 1983 | LP       | Krém    | Tony Lakatos                         | Tony Lakatos and his Friends         |
| SLPX 17820    | 1984 | LP       | Krém    | Omega                                | Legendás kislemezek 1967–71          |
| SLPX 17823    | 1984 | LP       | Krém    | Deseő Csaba featuring Bosko Petrovic | Blue String                          |
| SLPXL 17826   | 1983 | LP       | Favorit | Pink Floyd                           | Best of Pink Floyd                   |
| SLPX 17828    | 1985 | LP       | Krém    | Binder Károly                        | In Illo Tempore                      |
| SLPXL 17831   | 1983 | LP       | Bravo   | The Rolling Stones                   | Big Hits (High Tide and Green Grass) |
| SLPXL 17835   | 1983 | LP       | Favorit | The Beatles                          | Yellow Submarine                     |
| SLPX 17841    | 1984 | LP       | Krém    | Gárdonyi & Namyslowski               | Reggae for Zbiggy                    |
| SLPX 17857    | 1984 | LP       | Krém    | Cseh Tamás                           | Jóslat                               |
| SLPX 17877    | 1985 | LP       | Krém    | Udvaros Dorottya                     | Átutazó                              |
| SLPX 17880    | 1984 | LP       | Krém    | East                                 | Az áldozat (Sodoma)                  |
| SLPXL 17882   | 1984 | LP       | Bravo   | George Benson                        | Live in Concert                      |
| SLPX 17884    | 1984 | LP       | Favorit | Denny Laine with Paul McCartney      | In Flight                            |
| SLPX 17895    | 1985 | LP       | Krém    | Dinnyés József                       | Dinnyés József                       |
| SLPX 17898    | 1985 | LP       | Krém    | Törőcsik Mari                        | Micsoda útjaim… Ez csak színjáték    |

## Lásd még
- Hungaroton
- Hanglemez
- Dorogi hanglemezgyár
- SLPX 17900
- SLPM 17900
- SLPM 17800